# Material natural

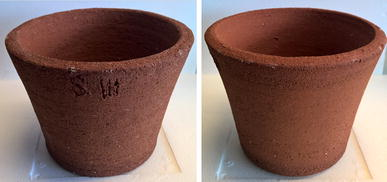
Macetas de cerámica.

Un material natural es cualquier producto o materia física que provenga de plantas, animales o del suelo. Los minerales y los metales que se pueden extraer de ellos (sin más modificaciones) también se consideran pertenecientes a esta categoría. Los materiales naturales se utilizan como materiales de construcción y ropa. Los materiales naturales pueden ser bióticos o inorgánicos. 

## Material biótico
Un material biótico es un material que se origina a partir de un organismo vivo. Son cualquier material que contenga carbono y sea capaz de descomponerse. Uno de los métodos para fechar materiales bióticos es la datación por carbono.
- Madera (ratán, bambú, corteza, etc.)
- Fibra natural (seda, lana, algodón, lino, cáñamo, yute, kapok, kenaf, musgo, etc.)
  - Fibras vegetales: fibras de coco, bambú, paja o cebada, hojas de plantas como el plátano o la piña.
  - Fibras animales: lana de oveja, alpaca o cabra. Se incluyen excreciones fibrosas de insecto como la seda y la telaraña. Y, por último, las fibras aviares como las plumas.
- Polímeros naturales: pueden considerarse al colágeno y el quitosano. El quitosano se encuentra en las paredes celulares de las plantas y en los exoesqueletos de insectos. El quitosano a menudo se purifica en quitina, ambos se utilizan en la industria de procesamiento de alimentos para darle textura. También se utiliza como material biodegradable para la regeneración de tejidos.[3]

## Material inorgánico
Un material inorgánico es un material que proviene de un mineral o metal. Son sustancialmente más estables y puede durar muchos años sin cambios en su composición química.
- Piedra (pedernal, granito, obsidiana, arenisca, arena, gemas, vidrio, etc.)
- Metal nativo (cobre, hierro, oro, plata, etc.)
- Compuestos (arcilla, plastilina, etc.)
- Otros materiales naturales.
  - Tierra

## Otras lecturas
- DeMouthe, Jean Frances (2006). Natural Materials: Sources, Properties, and Uses (1st edición). Oxford: Architectural Press. ISBN 978-0-7506-6528-5.

- Datos: Q3405827
- Multimedia: Natural materials / Q3405827